# 뉴욕 월도프 아스토리아 호텔 게양 태극기
뉴욕 월도프 아스토리아 호텔 게양 태극기는 서울특별시 영등포구 국회 헌정기념관에 있는 일제 강점기의 태극기이다. 2008년 8월 12일 대한민국의 국가등록문화재 제381호로 지정되었다.

## 개요
1942년 이승만 박사가 뉴욕 월도프 아스토리아 호텔에서 한국 독립 만찬회를 열 때 사용했다고 알려진 태극기이다.
미국에서의 태극기 제작 및 항일독립운동사의 연구 자료로서 가치가 크다.

## 같이 보기
- 이승만

## 참고 자료
- 뉴욕 월도프 아스토리아 호텔 게양 태극기 - 국가유산청 국가유산포털